# شيلدون براون (كاتب)
شيلدون براون (بالإنجليزية: Sheldon Brown)‏ هو كاتب ومؤلف وعالم حاسوب أمريكي، ولد في 14 يوليو 1944 في بوسطن في الولايات المتحدة، وتوفي بنفس المكان في 4 فبراير 2008 بسبب نوبة قلبية.